# Metrosideros umbellata
El árbol rata del sur (Metrosideros umbellata), su nombre rata se deriva del vocablo de la lengua maorí rātā que sirve para designar a varios árboles del género Metrosideros y nada tiene que ver su nombre con los roedores, es endémico de Nueva Zelanda. Crece 15 m o más con un tronco de un metro o más de  diámetro. Produce grandes cantidades de flores rojas en verano. A diferencia de su pariente Metrosideros robusta (árbol rata del norte), esta especie rara vez crece como epífita.

## Distribución

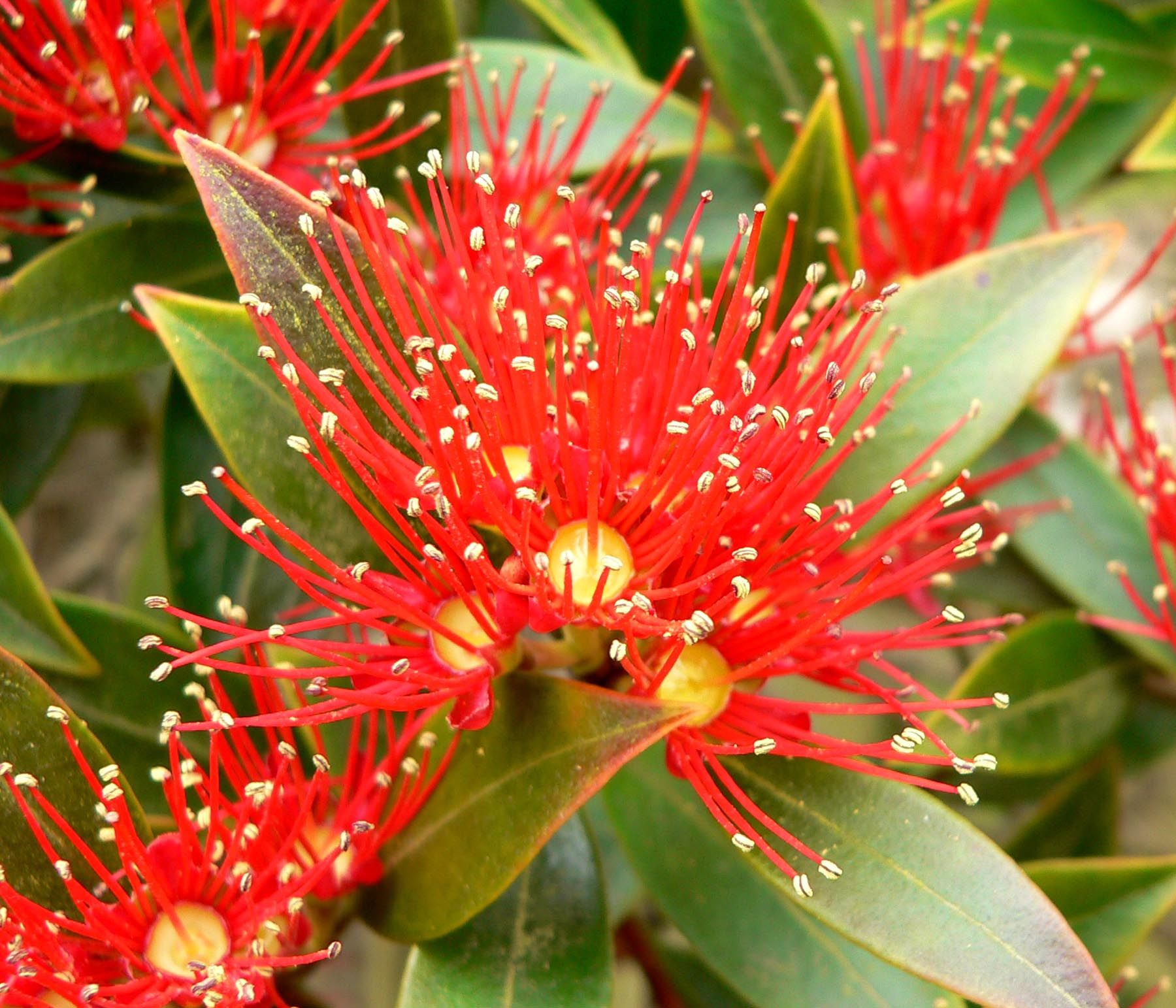
Árbol rata del sur en floración en verano

Prefiere regiones muy frescas y con una gran cantidad de lluvias y es particularmente común a lo largo de la costa oeste de la isla del sur Isla Sur (South Island)  donde su néctar es la principal fuente de la llamada localmente miel rata (rātā Honey). El árbol rata del sur es la más extendida de las especies de árboles rata de Nueva Zelanda. Está localmente presente en la Isla Norte desde los 36° hacia el sur, es más común en las partes occidentales de la Isla Sur pero ausente en gran parte del este y es común en la Isla Stewart (47° S) y en las Islas Auckland donde alcanza su límite sur justo a los 50°S.

## Descripción

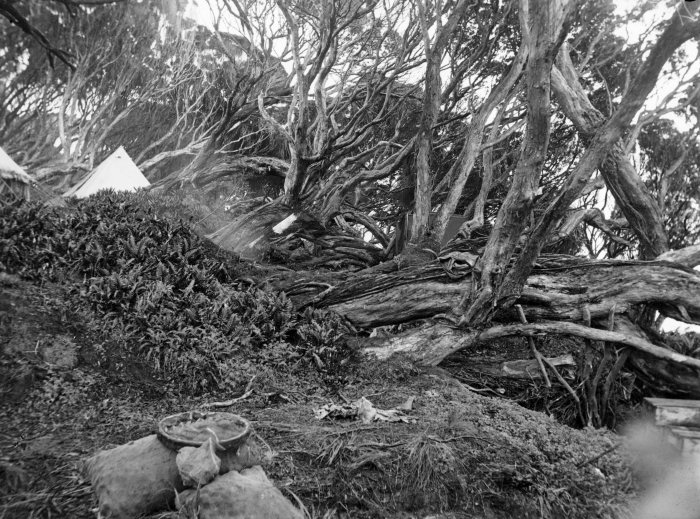
Árbol rata del sur en sus límites más meridionales es las Islas Auckland a 50°S

Las flores del árbol rata del sur son escarlata, con estambres de 2 cm de largo; y también produce flores blancas o amarillas. La floración usualmente ocurre entre diciembre y febrero, pero depende de las condiciones locales. Las hojas son de 3 a 6 cm de largo, y son puntiagudas.
La madera es dura, densa, y muy fuerte.  La corteza es áspera y escamosa y provee un estrato ideal para las raíces de plantas epifítas como especies de Astelia y Freycinetia banksii (Kiekie). El árbol rata del sur es la mayor fuente de miel en la costa oeste de la Isla Sur. Las aves kaka (Kākā), tui, y el pájaro campana de Nueva Zelanda visitan el rata del sur para aprovechar su abundante néctar.

## Conservación
Aunque el árbol rata del sur no está considerado como amenazado no es muy común en la Isla Norte, y en ciertas áreas está amenazado por el mordisqueo  del possum. En la cordillera Tararua, Las poblaciones de árboles rata del sur parecen haber sido reemplazadas por una población consistente de híbridos de árboles rata del sur y del norte.

## Cultivo
El árbol rata del sur es un espécimen precioso pero el crecimiento puede ser lento a menos que se cultive en condiciones ideales con suelo húmedo. Es fácil de plantar con semilla. Es posible hacer crecer el árbol mediante esquejes de brotes o ramas, pero no sucede lo mismo con las raíces. Es ideal para forestar medio ambientes costeros porque tiene una buena tolerancia al viento y la sal. Como el Metrosideros más resistente al frío se le ha plantado exitosamente tan al norte como Escocia.